# Joan XX
Mai hi ha hagut un Papa Joan XX, perquè el papa número 20 amb aquest nom, el cardenal Pedro Julião, quan va ser elegit papa el 1276, va decidir saltar-se el número "XX" i va prendre el nom de Joan XXI. Així volia corregir el que, en el seu temps, es creia que era un error en el recompte dels seus predecessors des de Joan XV fins a Joan XIX.

## Detalls
La confusió en la numeració dels papes Joan ha resultat d'un error en la transmissió textual de l'entrada de Joan XIV (983/984) en el Liber Pontificalis. Aquesta entrada originalment especificava no només la durada del seu pontificat ("VIII mens." = vuit mesos), sinó també la durada del seu empresonament per l'antipapa Bonifaci VII, "per IV menses" ("durant quatre mesos"). Al segle xi, algun temps després del pontificat de Joan XIX, aquesta entrada de Joan XIV va ser mal interpretada com referint-se a dos papes Joan diferents, el primer regnant durant vuit mesos i directament succeït per un altre Joan regnant durant quatre mesos:
- Iohannes m. VIII ("Joan, vuit mesos")
- Iohannes m. IV ("Joan, quatre mesos")

En distingir aquests dos Joan, el segon va arribar a ser numerat com a "Iohannes XIV. bis" ("Joan XIV el segon") i va ser confós amb un personatge històric, el cardenal diaca Joan, fill de Robert, que es va oposar a Bonifaci VII després de la mort de Joan XIV. Tenint en compte el fet que els següents papes Joan, des de Joan XV (985-996) fins a Joan XIX (1024-1034), semblaven haver oblidat l'existència de Joan XIV "bis", Pedro Julião va tenir la intenció de corregir aquest error en triar per a si mateix el nom de Joan XXI.